# Les Liaisons dangereuses
Pour les articles homonymes, voir Liaisons dangereuses (homonymie).
Les Liaisons dangereuses, sous-titré Lettres recueillies dans une société et publiées pour l’instruction de quelques autres, est un roman épistolaire de 175 lettres, écrit à partir de 1779 par Pierre Choderlos de Laclos et publié en 1782.
Cette œuvre littéraire majeure du XVIIIe siècle, qui narre le duo pervers de deux nobles manipulateurs, roués et libertins du siècle des Lumières, est considérée comme un chef-d'œuvre de la littérature française, bien qu'il soit tombé dans un quasi-oubli durant la majeure partie du XIXe siècle, avant d'être redécouvert au début du XXe. Roman inscrit dans la tradition du libertinage de mœurs illustrée par Crébillon fils, roman d'analyse psychologique dans la lignée de La Nouvelle Héloïse de Jean-Jacques Rousseau, il porte à un degré de perfection la forme épistolaire : aucun élément n'est gratuit, chaque épistolier a son style et la polyphonie des correspondances croisées construit un drame en quatre étapes au dénouement moralement ambigu, qui continue à fasciner le lecteur et à susciter de nombreuses adaptations.

## Structure
Le roman est composé ainsi :
- Un court Avertissement de l’éditeur qui émet un semblant de doute sur l’authenticité des lettres.
- Une Préface du rédacteur, longue comme deux lettres environ, qui contextualise les correspondances qui vont suivre en leur prêtant une origine authentique, bien que les noms aient été changés, selon le rédacteur.
- 175 lettres datées, qui permettent de retracer l’histoire.
- Des commentaires du rédacteur (50 environ au total) placés en bas de certaines lettres, donnant parfois des informations clés, comme l’origine de la rencontre entre Merteuil et Valmont.
- Tout à la fin, une très courte Note de l’éditeur au sujet d’une éventuelle suite des aventures de mademoiselle de Volanges.

Tout au long de cette œuvre, un grand soin est donné à la véracité, au point qu’on retrouve à la fin le motif du rassemblement de toutes les lettres en un seul recueil que constitue le roman. C’est en effet madame de Rosemonde qui a récupéré les lettres pour faire oublier l’affaire.

## Présentation
Anciens amants et grands libertins, le vicomte de Valmont et la marquise de Merteuil se confient, par lettres, leurs projets de conquêtes amoureuses. La marquise cherche à dépraver la jeune Cécile de Volanges pour assouvir une vengeance, tandis que le vicomte manœuvre pour séduire la vertueuse présidente de Tourvel. Tantôt alliés, tantôt rivaux, c'est avec art qu'ils trompent leur entourage tout en préservant leur réputation. Mais le jeu des masques a ses limites...

## Résumé

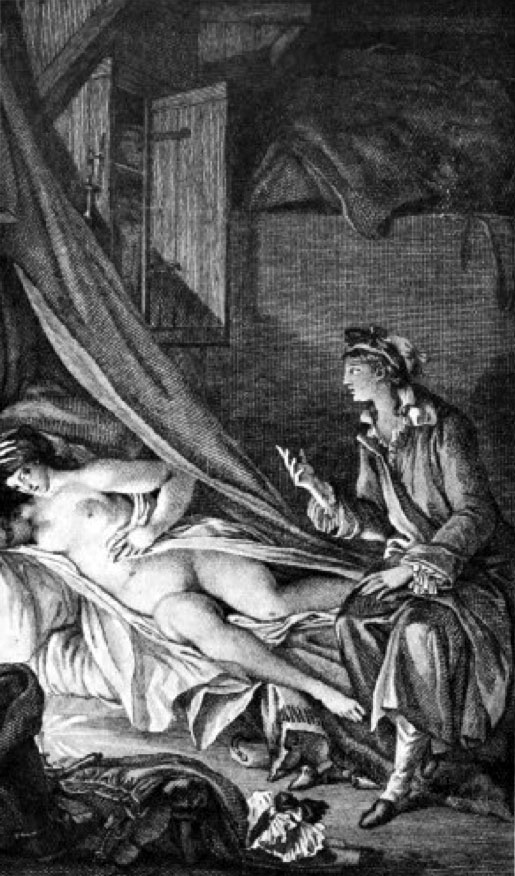
Illustration de la lettre 44 des "Liaisons Dangereuses" de Pierre Choderlos de Laclos : « Je ne lui permis de changer ni de situation ni de parure ».

### Les deux défis
La marquise de Merteuil demande à son ami et complice le vicomte de Valmont, qui est aussi l'un de ses anciens amants, de bien vouloir déniaiser la jeune Cécile de Volanges avant que cette dernière ne soit mariée avec le comte de Gercourt. La jeune Cécile est une parente de la marquise de Merteuil, elle sort tout juste du couvent et ignore tout de l'amour. Le but de la marquise est de se venger du futur mari.
Le vicomte de Valmont refuse amicalement la demande, au motif qu’il a un défi d’une toute autre envergure à relever : séduire une jeune femme fidèle et pieuse, éloignée temporairement de son mari : la présidente de Tourvel. Valmont fait sa cour à Mme de Tourvel, qui attend son mari parti pour Dijon en restant au château de Mme de Rosemonde, la tante de Valmont. Celle-ci, très âgée, a pour lui une forte affection.
N’abandonnant pas son projet, la marquise de Merteuil remarque que le chevalier Danceny, un jeune homme qui fréquente la maison des Volanges, s'est épris de la jeune Cécile. La marquise prend pour dessein de libérer les mœurs des deux tourtereaux afin d'accélérer leur rapprochement. Tandis qu'elle devient la confidente de Cécile avec la bénédiction de sa mère, Mme de Volanges, qui porte la marquise haut dans son estime, cette dernière s'agace de la timidité du chevalier Danceny et se venge en tourmentant son amant du moment, le chevalier de Belleroche – qu'elle invite néanmoins dans sa maison de plaisir et en lui en confiant la clef (dont elle a un double) pour lui faire croire qu'il est le seul homme à obtenir ses faveurs.
Au château de sa tante, Valmont réussit à charmer quelque peu la présidente de Tourvel malgré toute la mauvaise réputation qui court sur lui. Mais Mme de Volanges, la mère de Cécile, est une grande amie de Mme de Tourvel et met chaudement en garde cette dernière contre Valmont. 
Le vicomte de Valmont et la marquise de Merteuil se taquinent l’un l’autre par écrit sur leurs conquêtes et objectifs respectifs. La marquise de Merteuil prétend que Valmont est en train de tomber amoureux et Valmont prétend que la marquise rend son amant, le chevalier de Belleroche, plus heureux qu’elle-même. La marquise annonce à Valmont qu’elle se donnera à lui en récompense quand la présidente de Tourvel aura succombé à ses charmes, avec preuves écrites à l’appui.
Valmont joue finement avec la présidente de Tourvel en faisant le doux repenti de ses torts passés. Se sachant suivi par Mme de Tourvel, il feint la vertu et la miséricorde en sauvant une famille de la misère dans un village voisin. Mme de Tourvel tombe dans le piège et révèle à Mme de Rosemonde ce que Valmont feignait de cacher. Croyant qu’elle a un effet vertueux sur Valmont, elle tombe peu à peu amoureuse, tout en luttant contre elle-même grâce aux mises en garde continuelles de Mme de Volanges contre la redoutable réputation de Valmont.
Valmont se décide à déclarer son amour à la présidente de Tourvel à la suite de sa manigance. Elle lui refuse toute relation et tente de s’écarter de lui. Puis, se voyant ébranlée, elle demande à Valmont de quitter le château. Valmont se rend tout de même compte qu’elle est touchée et apprend que c’est Mme de Volanges qui conseille Mme de Tourvel contre lui. Il voue alors une rancune à sa dénonciatrice. Il obtient néanmoins en échange de son départ le droit d’écrire à Mme de Tourvel et de continuer sa cour. Avant le départ du vicomte pour Paris, sa tante, Mme de Rosemonde, le charge d’inviter au château Mme de Volanges et sa fille.

### Le retour du vicomte à Paris
Sur le chemin de Paris, Valmont retrouve une femme, Émilie, qu'il a connue autrefois. Cyniquement, il l'utilise comme pupitre pour écrire une lettre d’amour à la présidente de Tourvel. Celle-ci continue de repousser Valmont, mais elle ne se rend pas compte qu’elle entre dans son jeu en lui répondant.
La marquise de Merteuil manipule Danceny et Cécile tout en étant leur confidente à tous deux, mais elle peine à les faire consommer leur amour, car malgré leurs échanges de billets doux ils sont l’un comme l’autre prudes et novices en sentiments amoureux. La marquise continue d’être l’amie de Danceny. Elle envisage plus tard de former Cécile à devenir comme elle. Les deux femmes ont un moment charnel ambigu. Comme son projet de rencontre nuptiale entre les deux jeunes personnes semble au point mort, la marquise demande au vicomte de l’aide pour convaincre Danceny d’être plus entreprenant envers Cécile. Le vicomte accepte, il rencontre Danceny, devient son ami, mais Danceny reste timide et les projets des deux tourtereaux n’avancent toujours pas.
Le vicomte de Valmont conseille alors à la marquise de Merteuil de mettre des obstacles pour échauffer les comportements des deux jeunes amoureux. La marquise s’inspire de ce conseil et dénonce à madame de Volanges les échanges écrits entre sa fille et le chevalier Danceny. De plus, la marquise incite la mère à éloigner sa fille en l’envoyant à la campagne, chez Mme de Rosemonde. Ceci volontairement pour que Valmont puisse d’une part revoir sa belle Mme de Tourvel et d’autre part servir de confident et passeur de courrier entre les deux jeunes amoureux.
Au cours d’une soirée à Paris, le vicomte de Valmont est témoin d’un pari lancé par Prévan, un séducteur réputé, prétendant qu’il arrivera à conquérir la marquise de Merteuil dont il soutient que la vertu est exagérée. Valmont rapporte cet événement à la marquise et la met en garde contre la réputation de Prévan.

### La dépravation de Cécile Volanges
Valmont retourne au château de sa tante Mme de Rosemonde, où sont déjà arrivées madame de Volanges et sa fille. Sur le chemin, il s'arrête chez la Vicomtesse de M. qui trompe son mari avec Vressac. Valmont mécontent que Vressac lui soit préféré convainc la Vicomtesse de M. de feindre une dispute avec Vressac pour passer la nuit avec le Vicomte. Malheureusement à la fin de la nuit passée dans la chambre de Valmont, la Vicomtesse se rend compte que la porte de sa chambre s'est refermée sur elle. Valmont la convainc alors d'appeler au secours pendant qu'il défonce la porte. Ils mettent leur plan à exécution et l'honneur de la Vicomtesse est sauf : 
mais pouvais-je souffrir qu’une femme fût perdue pour moi, sans l’être par moi ? Et devais-je, comme le commun des hommes, me laisser maîtriser par les circonstances ? Il fallait donc trouver un moyen.
Il entreprend de nouveau la présidente de Tourvel. Il remet à Cécile de Volanges les lettres de Danceny, ce dernier ayant déjà précédemment enjoint à son amoureuse de faire confiance à Valmont et de lui remettre ses lettres pour mieux la protéger.
Piquée par quelques remarques de Valmont sur l’intérêt qu’elle porte à Prévan, la marquise de Merteuil expose au vicomte dans une lettre la supériorité qu’elle a sur lui, explique aussi travailler sa fausseté en société depuis ses quinze ans, et se dit « née pour venger mon sexe et maîtriser le vôtre ». Car étant une femme, elle doit conserver sa réputation vertueuse, alors que les hommes peuvent afficher leurs tromperies amoureuses en public. Elle explique aussi que les femmes sont par nécessité plus prudentes que les hommes car pour un homme « les défaites ne sont que des succès de moins ».
Quelques jours plus tard, la marquise de Merteuil organise une supercherie pour se jouer de l’offense que lui fait Prévan. Après plusieurs jours à côtoyer Prévan et le laisser croire qu’elle est charmée, la marquise de Merteuil l'invite à un dîner et lui propose, après avoir feint de quitter la soirée, de venir la rejoindre dans son boudoir où elle l'attend. Elle passe alors une partie de la nuit avec lui, mais au moment de son départ, elle crie tout haut, ameutant ses gens de maison qui arrivent en urgence et font fuir Prévan (elle avait au préalable demandé à Victoire, sa femme de chambre, d'organiser un dîner dans sa chambre). Très vite, Prévan prend la réputation d’avoir voulu surprendre la marquise de Merteuil chez elle. La marquise racontera cette histoire sous deux versions différentes, une version authentique au vicomte de Valmont, et une version faussée à madame de Volanges, version qui lui donne le beau rôle. Prévan est alors mis aux arrêts par son commandant de corps.
Au château de Mme de Rosemonde, le vicomte de Valmont demande l’aide de Cécile de Volanges pour faire un double de la clef de sa chambre au prétexte fallacieux que cela devient nécessaire pour lui remettre les lettres de Danceny, et plus tard pour lui faire rencontrer son chevalier. Après un premier refus, Cécile de Volanges s’exécute car Danceny la presse dans ses lettres (à la suite des manigances du vicomte de Valmont), et malgré son manque de confiance envers le vicomte.
Une fois le double fabriqué, Valmont s’introduit par surprise la nuit dans la chambre de Cécile de Volanges. Il commence par la convaincre de ne pas appeler au secours, sans quoi il ferait rejeter la faute sur elle à cause de la clef, puis il promet de partir contre un baiser, et de fil en aiguille il réussit à la troubler et à abuser d’elle sans se faire repousser.
Le lendemain, voyant sa fille souffrante et pensant que cela vient du fait qu'elle ne voit plus Danceny, Mme de Volanges songe à défaire la promesse de mariage avec le comte de Gercourt, afin de laisser sa fille libre de choisir son mari. La mère se confie par lettre à la marquise de Merteuil sur cette idée et cette dernière tente de l’en dissuader. Cécile refuse à Valmont l'entrée de sa chambre en la fermant de l’intérieur les deux nuits suivantes.
Cécile de Volanges se confie aussi par écrit à la marquise de Merteuil, mais à propos de son malheur avec Valmont. La marquise encourage la jeune fille à prendre Valmont pour amant en attendant la venue de Danceny, lui expliquant que cette éducation sera un bienfait pour son futur amant, Danceny, et qu’elle doit se méfier des questions que sa mère pourrait lui poser en prêchant le faux pour savoir le vrai. Elle explique aussi à Cécile que peu de femmes ont eu l'honneur que lui fait le vicomte de Valmont, qu'elle devrait se déniaiser dans ses actions et changer sa façon d'écrire trop enfantine.
Cécile se résout à ouvrir sa porte à Valmont la nuit et leurs rapports reprennent. Sur les conseils de Valmont et Merteuil, Cécile envisage positivement les relations adultères, et se rend à présent dans la chambre de Valmont la nuit pour plus de tranquillité. Valmont fait perdre à Cécile le respect qu'elle a de sa mère en lui inventant des aventures passées, et la déprave par ses pratiques et son vocabulaire en affaires intimes. Les deux démons se réjouissent à l’avance de l’effet que cela produira lors de la première nuit avec son futur mari, le comte de Gercourt.
Le personnage du comte de Gercourt, trompé avant même son mariage, est quant à lui à peine esquissé. On sait qu'il est âgé d'un peu plus de trente ans et qu'il est officier d'un régiment royal. Son absence (qui laisse le champ libre aux manipulations du duo Valmont - Merteuil) est ainsi due à sa participation aux combats en Corse. En effet, la république de Gênes, financièrement exsangue, a vendu la Corse à la France pour payer ses dettes (sous forme d'une caution impossible à rembourser et d'un « traité pour conserver la Corse à Gênes » qui fut raillé par Voltaire). Cependant les appétits britanniques (qui cherchent des bases navales stratégiques en Méditerranée) et les menées indépendantistes de Pascal Paoli ont abouti à la création d'une éphémère république corse (et ultérieurement d'un royaume anglo-corse durant la Révolution française) et ont conduit la France de Louis XV à y dépêcher une armée commandée par le comte de Vaux et le général de Marbeuf qui emporte, en 1769, une victoire définitive à Ponte Novo sur les troupes paolistes. 
Cette campagne de Corse (dont Choderlos de Laclos, officier d'artillerie, ne pouvait rien ignorer) peut être une balise temporelle pour situer l'action du roman vers 1768-1769, même si d'autres marqueurs chronologiques pourraient indiquer une date différente. Dans ce roman par lettres, l'auteur est cependant resté volontairement imprécis en datant les missives avec deux astérisques sur les chiffres de l'année (ex : 13 mai 17**)

### La capitulation de madame de Tourvel
Pendant ce même temps, le vicomte avance à pas de loup auprès de Mme de Tourvel. Cette dernière lutte toujours contre ses sentiments et décide cette fois de quitter elle-même le château. Furieux de ce départ, autant par dépit que par amour, le vicomte engage son chasseur pour espionner Mme de Tourvel en son hôtel, ce qui lui permet d’apprendre que cette dernière est physiquement malade d’amour pour lui.
La marquise de Merteuil tente de convaincre Valmont d’abandonner son projet de séduire la présidente de Tourvel et de rentrer à Paris. Mais le vicomte continue ses manigances pour faire céder madame de Tourvel. Il fait croire à sa tante qu’il est malade d’amour et prêt à expier toutes ses fautes, sachant qu’elle tient au courant la présidente de Tourvel par lettre. Par l’entremise d’un prêtre, il réussit à obtenir une entrevue avec cette dernière. Elle accepte, croyant qu’il est venu lui rendre ses lettres de correspondance avant de s’éloigner définitivement.
Mais lors de sa rencontre avec la présidente de Tourvel, Valmont lui annonce qu’il compte se suicider si elle n’accepte pas d’être à lui, car la vie lui sera alors trop pénible. Comme il fait mine de partir mettre son projet à exécution, elle s’évanouit dans ses bras. Après quelques moments de discussion tendre, elle se donne à lui. Valmont avoue à la marquise de Merteuil avoir ressenti de l’amour sincère envers cette femme, et il poursuit sa relation amoureuse avec elle.

### La résolution du pacte
Valmont rappelle à la marquise sa promesse de se donner à lui en cas de conquête de la présidente de Tourvel. Elle consent malgré le manque de preuves écrites, mais elle doit faire patienter Valmont car elle se trouve encore en province pour une affaire judiciaire et pour monsieur de Belleroche, son amant du moment.
La marquise de Merteuil lui demande de rompre avec la présidente tout en continuant d'être l’amant de Cécile de Volanges. Elle le pique dans son orgueil en lui affirmant qu'il est attaché par amour à la présidente de Tourvel, une situation qui devrait, si elle se prolonge, lui valoir de perdre sa réputation de séducteur patenté et de s'exposer au ridicule. Valmont reprend sa relation avec la jeune Volanges, mais n’arrive toujours pas à rompre avec Mme de Tourvel.
La marquise de Merteuil lui suggère alors un texte de rupture : il s’agit d’asséner une liste de justifications absurdes et blessantes, systématiquement terminées par la formule « Ce n’est pas ma faute ». Le vicomte recopie et adresse cette lettre à la présidente. À sa lecture, Mme de Tourvel s'effondre et se retire au couvent.
Les Volanges quittent le château et rentrent à Paris. Valmont continue sa relation cachée avec Cécile. Dans sa chambre, un soir, elle fait un malaise en présence de Valmont. Seul lui et les médecins appelés en secret comprennent qu’il s’agit d’une fausse couche. Sa mère, Mme de Volanges, accepte que le chevalier Danceny vienne rendre visite à sa fille malade.
Valmont songe à reconquérir madame de Tourvel, par orgueil prétend-il, tandis que la marquise affirme qu'il en est toujours amoureux sans se l'avouer. Le vicomte se prépare à laisser Cécile de Volanges dans les bras de Danceny et à consommer le prix de sa victoire avec la marquise de Merteuil. La marquise, toujours en déplacement en province, avoue alors à Valmont avoir dirigé les actions de celui-ci afin d’assurer une rupture définitive avec Mme de Tourvel, froissée qu’il l'ait placée au-dessus d’elle. La marquise propose à Valmont de faire un enfant illégitime à Cécile de Volanges pour renforcer leur vengeance commune envers Gercourt et Mme de Volanges.
Au couvent, la présidente de Tourvel perd la santé physique et psychologique. Elle reçoit une lettre de Valmont mais la rejette en hurlant.
La marquise rentre à Paris et donne rendez-vous à Danceny, qu'elle prend pour amant, tout en tenant Valmont à l’écart pendant plusieurs jours. Valmont s'en étant aperçu, le ton monte entre les deux complices. Le vicomte somme la marquise d’honorer sa promesse de se donner à lui, sans quoi ce serait une déclaration de guerre. La marquise répond : « Hé bien ! la guerre. »

### Les deux combats
À partir de là, les choses s’enchaînent très rapidement. Valmont force la main de Cécile de Volanges pour écrire une lettre à Danceny lui proposant une entrevue. Le but est de blesser la marquise en amenant le jeune chevalier à la délaisser. Cela réussit et Valmont se vante de sa manœuvre auprès de la marquise.
Danceny est mis au courant de la tromperie de Valmont ; le lecteur devine que c'est probablement par la marquise. Le chevalier provoque alors le vicomte en duel à l’épée. Lors du duel, Valmont est touché mortellement. Avant de mourir, il se confie à Danceny à propos de madame de Merteuil, il remercie Danceny, et lui remet la correspondance de madame de Merteuil.
Dans les heures qui suivent, la présidente de Tourvel est mise au courant de la mort de Valmont. Elle prie pour le pardon du vicomte et décède le soir même. Apprenant le double décès, Mme de Volanges remet à Mme de Rosemonde, la tante de Valmont, toutes les lettres écrites entre elles et la présidente de Tourvel.
De son côté, Danceny, indigné par le contenu des lettres remises par Valmont, les fait lire à qui veut les voir. Tout Paris découvre alors les mœurs et les agissements de la marquise de Merteuil. Elle quitte son domicile et reste introuvable.
Danceny apprend que Mme de Rosemonde compte le poursuivre pour la mort du vicomte de Valmont, son neveu. Pour se justifier, Danceny remet à la vieille dame toutes les lettres qu’il tient de Valmont. Puis il quitte discrètement Paris pour se ranger des soucis et de la justice.
Convaincue et effarée par les révélations des lettres, Mme de Rosemonde souhaite mettre cette affreuse histoire sous scellé. Danceny accepte de lui remettre sa correspondance personnelle avec Cécile de Volanges. Le lecteur comprend par-là comment toutes les lettres du roman ont pu se retrouver rassemblées en une seule main.
Cécile de Volanges se réfugie d’elle-même au couvent avec le souhait de se faire religieuse.
Danceny renonce à aimer Cécile de Volanges, et part rejoindre son ordre, sur l’île de Malte.
Les rumeurs sur la conduite de la marquise de Merteuil vont bon train. Une fois revenue à Paris, elle est huée en public dans les salons, mais garde sa contenance. Le lendemain elle tombe gravement malade de la petite vérole qui la défigure. Puis elle perd sa fortune lors du procès évoqué dans sa correspondance avec Valmont et qu’elle comptait gagner grâce à ses appuis. La marquise disparaît sans qu’on ne sache ce qu’elle est devenue, en emportant toutefois ses bijoux qu'elle venait de perdre en procès. On la dit partie en Hollande.

## Personnages principaux
- La marquise de Merteuil : femme à la réputation vertueuse vivant à Paris. Elle cache hypocritement ses machiavéliques turpitudes en amour et en affaires.
- Le vicomte de Valmont : complice de matoiserie et ancien amant de la marquise de Merteuil. Sa forte réputation de galant licencieux ne lui apporte aucun préjudice.
- La présidente de Tourvel : aussi appelée madame de Tourvel, jeune femme digne et pieuse, elle réside au château de madame de Rosemonde en attendant le retour de son mari, le président de Tourvel, qui est en déplacement à Dijon. Elle a 22 ans.
- Madame de Volanges : une parente de la marquise de Merteuil.
- Cécile de Volanges[Note 1] : la jeune cousine de la marquise de Merteuil qui entre dans le monde après 4 années de couvent. Elle a 15 ans. Sa mère prévoit de la marier au comte de Gercourt.
- Le chevalier Danceny : un jeune chevalier de Malte qui est le professeur de musique de Cécile de Volanges et éprouve des sentiments pour elle. Il a 20 ans.
- Madame de Rosemonde : la tante du vicomte de Valmont. Elle est âgée de 84 ans.
- Le comte de Gercourt : ancien amant de la marquise de Merteuil qu'il a quittée pour une autre maîtresse. Il est en voyage pendant le roman. Mme de Volanges a convenu de lui donner sa fille en mariage.
- Sophie Carnay : amie de couvent et confidente de Cécile de Volanges.
- Victoire : fidèle et dévouée femme de chambre de la marquise de Merteuil. La marquise s’assure de la complicité de Victoire par le pouvoir qu’elle détient de la faire enfermer[3].
- Azolan : le fidèle et dévoué chasseur du vicomte de Valmont. Il est complice de ses machinations.
- La maréchale de *** : amie de la marquise de Merteuil.
- Prévan : bel et infatigable séducteur, sa prétention lui vaudra d'être la victime de la marquise de Merteuil.
- Le chevalier de Belleroche : amant de passage de la marquise de Merteuil.

## Analyse

### La trame
La marquise de Merteuil et le vicomte de Valmont se jouent de la société pudibonde et privilégiée dans laquelle ils vivent. Se livrant à la débauche, ils ne cessent, tout au long du livre, de se narrer leurs exploits au travers des lettres qu’ils s’envoient (car ils ne se fréquentent pas ouvertement) et qui constituent le corps de l’intrigue. Mais, pour rivaux qu’ils soient, ils n’en sont pas pour autant à égalité. Le vicomte de Valmont est un homme et, à ce titre, il peut se montrer un libertin flamboyant au grand jour et sans retenue. Les lettres qu’il écrit à la marquise de Merteuil ne sont que le récit triomphant de ses aventures.
Il n’en va pas de même pour cette dernière. Si elle se doit de rivaliser avec le vicomte sur le terrain des aventures d’alcôve, la marquise de Merteuil, de plus, est contrainte à la dissimulation. Son statut social (elle est marquise), matrimonial (elle est veuve) et son sexe (elle est une femme dans un monde dominé par les hommes) l’obligent à la duplicité et à la tromperie. Si le vicomte use aussi de ces armes, ce n’est que pour séduire puis pour perdre, en les déshonorant, les femmes dont il fait la conquête. Il ne fait que prendre un chemin aisé qui ne transgresse que la morale de son époque.
Pour être son égale, la marquise de Merteuil doit, en plus, réussir à s’extraire du rôle qui lui est dévolu. Elle a déclaré la guerre aux hommes et, se voulant « née pour venger [son] sexe », elle utilise toute son intelligence pour conserver son indépendance, ses amants et sa réputation. Toute la force du roman réside dans la double narration de ces deux intrigues entremêlées. Le récit de leurs aventures libertines respectives, de leurs stratégies et de leurs péripéties mais aussi le combat qu’ils se livrent l’un contre l’autre. Un combat qui apparaît tout d’abord comme un jeu de séduction pour ensuite se transformer en rivalité destructrice. En définitive, les deux combattants se prendront mutuellement ce qu’ils ont de plus précieux. Le vicomte mourra en duel après avoir succombé à l’amour de Mme de Tourvel dont il aura pourtant causé la perte. Le brillant libertin agonisera en amoureux désespéré d’avoir détruit celle qu’il aimait. La marquise de Merteuil perdra sa réputation, que toute sa vie elle s’était attachée à préserver, sa fortune, en perdant un procès et sa féminité qu’une petite vérole flétrira en la défigurant.

#### Interactions entre personnages principaux

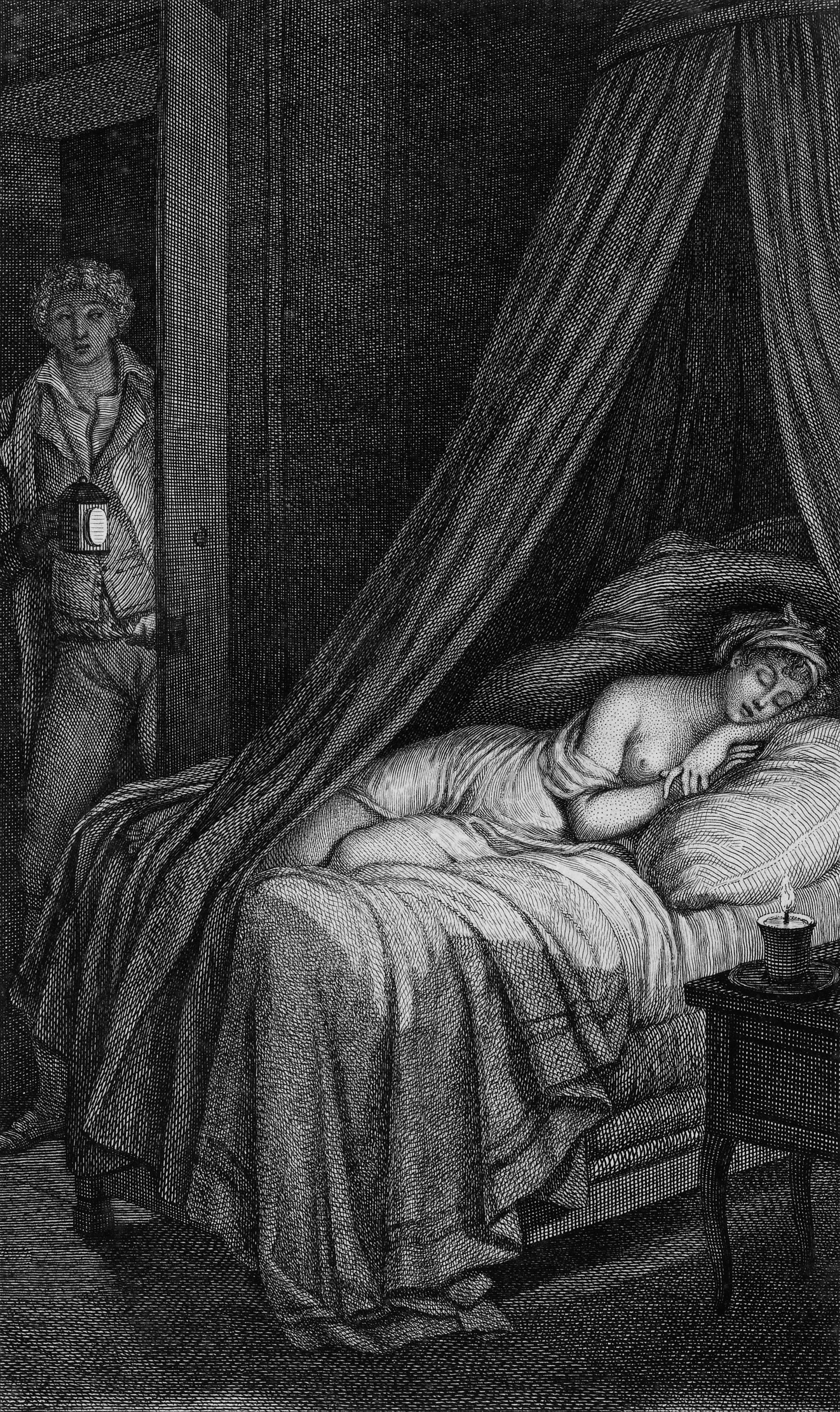
Illustration de la lettre XCVI des Liaisons Dangereuses, 1796.

Les personnages sont divisés en deux groupes : les libertins et leurs victimes, même si certains personnages peuvent être classés ailleurs que dans la catégorie des victimes (le chevalier Danceny qui deviendra dans une certaine mesure un libertin par la suite, et Mme de Rosemonde qui fait plus office de spectatrice).
L'absence de narrateur principal fait que le lecteur se construit peu à peu son opinion sur chaque personnage, puisqu'il a à sa disposition l'ensemble des lettres. Il peut mesurer la naïveté des victimes, la duplicité et le cynisme des libertins, et savourer l'ironie des situations.

#### Les meneurs de jeu
Les meneurs de jeu sont ces libertins qui n'ont pour but que d'arriver à leur fin avec les êtres qu'ils rencontrent. En un mot : collectionner les conquêtes.
- La marquise de Merteuil

La marquise de Merteuil est une libertine accomplie, qui a passé sa vie à se jouer des hommes tout en préservant son honneur sous des apparences de vertu. Elle décide, pour se venger de Gercourt, de faire de Cécile Volanges, sa pupille tout juste sortie du couvent et promise à Gercourt, une femme dépravée. Au fil des lettres, le lecteur découvre un personnage complexe qui a décidé de « venger son sexe ». Ses aventures amoureuses deviennent alors des conquêtes dont elle dispose à sa guise. Mariée jeune et veuve très rapidement, elle jouit d’une fortune importante. Par le passé, elle a été l’amante de Valmont et on apprend qu’elle a été la seule femme capable de lui tenir tête. Au début du roman, elle entretient une liaison avec un chevalier (Belleroche), mais après avoir tourné en ridicule le célèbre Prévan, elle trouve le moyen de s’en débarrasser pour se consacrer à Danceny. Son art de la dissimulation lui permet d’être perçue comme une femme vertueuse et elle devient la confidente de ses propres victimes, comme l’illustre l'exemple de Cécile Volanges. Elle parvient même à manipuler Valmont en trouvant les mots pour le convaincre de rompre avec la seule femme qu’il ait jamais aimée, la présidente de Tourvel. Le personnage de Merteuil est vraiment fascinant car mystérieux et unique. Peu importe l'opinion du lecteur sur ses agissements, il ne peut qu'être admiratif des stratagèmes mis en place par la jeune femme pour vivre la vie à laquelle elle aspire dans une société patriarcale étouffante. Les femmes de son époque n'avaient pas le droit d'étudier les sciences, les philosophies… car elles n'en étaient pas dignes, or, Mme de Merteuil explique dans la lettre 81 sa soif de connaissance, son besoin d'apprendre et de savoir. Elle ne doit pas être réduite à une libertine en quête de plaisir : elle est une femme de volonté qui utilise son intellect pour arriver à ses fins. Dans un milieu où une femme n'est qu'un reflet de son époux, elle est devenue une machine, impassible et froide en surface pour pouvoir exister un peu. Sa relation avec le vicomte de Valmont en est le parfait exemple et la faille en même temps. Il a une réputation de séducteur invétéré, et elle dit l'avoir voulu dès qu'elle a entendu parler de lui, comme un défi.
Tout au long du roman, par plusieurs phrases, on sent une véritable profondeur entre les deux personnages principaux. Le fait même d'écrire en est un. La marquise de Merteuil cache soigneusement toutes les preuves de son libertinage et pourtant, raconte ses exploits dans les moindres détails à son allié et ami. C'est d'ailleurs la transmission des lettres par Valmont à Danceny avant sa mort qui causera la perte de la marquise. Les deux libertins sont dans une constante surenchère. Ils veulent dominer l'autre, Merteuil parce que Valmont est un libertin avoué et reconnu, Valmont, parce que Merteuil est la seule femme qu'il ait jamais réussi à faire plier. Arrivés au sommet de leur art, l'affrontement est inévitable. La guerre est déclarée entre les deux, Merteuil se refusant à Valmont qui la voit comme un trophée et s'achèvera par leur perte. Valmont, libertin reconnu, meurt physiquement, Merteuil, modèle de vertu, meurt socialement.
La fin du roman est énigmatique, car aucun des personnages ne la revoit. « On dit qu'elle », « On dit que »… Mais personne ne peut confirmer les rumeurs. Il y a donc un mystère encore plus grand autour d'elle et elle devient presque un mythe. « On dit qu'elle » a été défigurée par la petite vérole, « On dit qu'elle » s'est enfuie en Hollande. Or, à cette époque, la Hollande est le pays des sorcières et des contes… Elle devient donc presque un personnage légendaire.

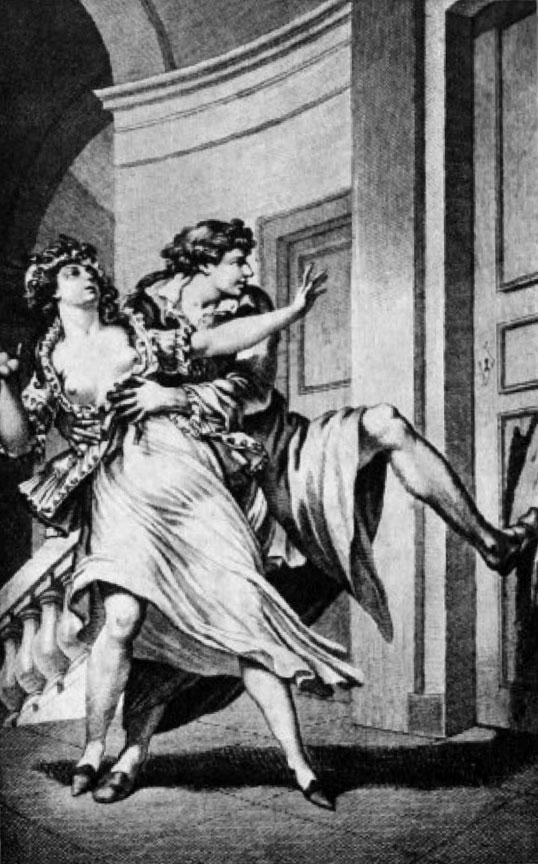
Illustration de la lettre LXXI des Liaisons Dangereuses, 1796.

- Le vicomte de Valmont

Le vicomte de Valmont agit sournoisement et met en place toute une stratégie pour séduire la présidente de Tourvel : on le découvre vite rusé, mais surtout très doué. Ses relations avec la marquise de Merteuil ne sont pas très explicites, chacun cherchant perpétuellement à impressionner l'autre pour se rendre plus désirable : ils étaient autrefois amants et, bien que désirant conquérir la présidente, il se montre toujours plein de désir pour la marquise.
Quant à elle, elle explique son désir de vengeance envers Gercourt, et c’est pourquoi elle essaie d’engager le vicomte à séduire Cécile : mais, trop intéressé par la présidente, il décline l'offre.
Ils en viennent alors à un pacte : s’il parvient à conquérir la présidente de Tourvel, il pourra posséder la marquise qui lui résiste toujours. Son amour étant repoussé, il essaie encore de retourner la situation et conçoit comme une preuve d’amour le fait qu’elle l’autorise encore à lui écrire contre son départ. Il découvre que Mme de Volanges médisait sur son compte auprès de la présidente et, dès lors, pour s’en venger, il accepte l’ancienne mission que lui confiait la marquise : il se rend à Paris pour débaucher sa fille Cécile. Après avoir de tout son zèle contribué à la formation libertine de la « pupille » de Mme de Merteuil, il est chargé par la marquise de « s’emparer » de Danceny comme elle s’est emparée de Cécile, et de la remplacer dans son rôle d'entremetteuse entre Cécile et le chevalier Danceny après que la mère de Cécile a eu connaissance de la relation unissant sa fille au chevalier. Après la fausse couche de Cécile, à la suite de sa relation avec le vicomte, ce dernier ne cesse d'irriter la marquise par ses récits et surtout par son amour inconscient pour la présidente.
Les interprétations sur ce personnage divergent. Certains diront qu'il se donne la mort pour se punir d'avoir trahi Mme de Tourvel, d'autres qu'il reste un libertin et qu'il serait trop simple de croire qu'une simple liaison puisse le ramener sur « le droit chemin ». La marquise de Merteuil et lui se livrent un combat à mort dans la dernière partie de l'œuvre. Or, sa mort constitue la perte de son adversaire. Il meurt en la privant de sa réputation, chose vitale pour une femme du XVIIIe siècle. Le fait même qu'il remette au chevalier Danceny l'intégralité des lettres de Merteuil laisse à penser que son geste était mûrement réfléchi. C'est en se laissant tuer qu'il gagne leur bataille.

#### Les victimes
- La présidente de Tourvel

La présidente de Tourvel est une jeune femme âgée de 22 ans qui apparaît aux yeux des lecteurs comme la femme vertueuse et fidèle. Toutefois, tout au long de l'œuvre, certaines de ses actions tendent à montrer qu'elle est un personnage à part entière, avec ses qualités et ses défauts. Elle, qui prône l'honnêteté et la vertu, fait tout de même suivre à la trace le vicomte de Valmont… Plus tard, entendant la déclaration d’amour de celui-ci, elle ignore le vicomte et refuse tout d'abord de recevoir des lettres de lui. Toutefois, elle accepte qu’il lui écrive quand il sera parti (plus tard, lorsque le vicomte fouillera chez elle, il trouvera des larmes sur ses lettres). Elle le prie cependant de partir. Elle a beau dire : « ceci est ma dernière lettre », elle ne cesse de lui écrire. Elle dit aussi notamment « Je dois être heureuse » (elle parle de son mari), on ne la sent pas insensible au vicomte mais elle tente de s’en protéger. S’ensuit toute une série de lettres où elle le conjure de cesser de lui écrire, de l’oublier, etc. Un soir pourtant, elle cède, lui avoue son amour, mais prend la fuite. Apprenant toutefois le soi-disant mauvais état de santé du vicomte, elle s’en inquiète. Elle succombe alors à son amour pour Valmont et, totalement oublieuse des exigences morales dont elle était porteuse, va entretenir une liaison avec lui. Ce dernier, pour satisfaire à la volonté de la marquise de Merteuil et pour préserver sa réputation de libertin, décide de quitter la présidente de Tourvel. Désespérée, Tourvel se retire dans un couvent où elle finit par mourir en apprenant la fin tragique de Valmont.
La présidente de Tourvel est un personnage déchiré entre ses convictions puritaines et ses sentiments pour le vicomte. Sa résistance durant tout le roman montre la puissance de ses idées, mais sa passion est trop forte, son amour trop violent et elle finit par se donner à lui.
- Cécile de Volanges

Sortie du couvent à l'âge de 15 ans pour épouser le comte de Gercourt qu’elle ne connaît même pas, elle vit chez sa mère, Mme de Volanges. Elle s’ennuie et écrit à son amie restée au couvent, Sophie Carnay (qu'elle oubliera peu à peu à mesure qu'elle réservera ses confidences à Mme de Merteuil). Elle adore la marquise, cette dernière venant souvent chez elle en compagnie du chevalier Danceny dont Cécile tombe vite amoureuse. Sur les conseils de la marquise, elle lui avoue son amour mais elle est au désespoir quand elle envisage son avenir avec le comte de Gercourt dont la marquise lui a fait un horrible portrait : « [...] Triste et sévère [...] Il est riche, il est homme de qualité, il est colonel de régiment de...[...] . Mais d'abord il est vieux : figure-toi qu'il a au moins trente-six ans ! » (lettre 39, Cécile Volanges à Sophie Carnay). La marquise influence facilement la jeune fille. La jeune naïve écrit toutefois à Danceny pour lui dire qu’elle n’a pas le choix, elle doit l’oublier bien qu'elle ne puisse s'y faire. Mais de nouveau sous l'influence de la marquise, elle refait des promesses d’amour à son soupirant. Lorsque sa mère découvre cet amour secret, Cécile va chercher de la consolation auprès de la marquise, qui est en réalité celle qui l'a trahie sans qu'elle le sache. Le vicomte obtient, avec la complicité de la jeune fille, la clef de sa chambre afin de jouer les intermédiaires et transmettre les lettres qu'elle échange avec Danceny. Cependant, Valmont entre une nuit chez la jeune fille et l'abuse sexuellement. Elle ne sait que faire et s’en réfère à la marquise, laquelle, dans sa réponse, continue sa manipulation et l’encourage à penser qu’elle tirera avantage de sa liaison avec Valmont sans compromettre ses sentiments pour Danceny. Elle lui suggère de se réconcilier avec lui et l’éloigne de sa mère pour préserver son statut de confidente privilégiée. La marquise avoue plus tard au vicomte que le prochain sur sa liste n’est ni plus ni moins que Danceny. À la fin, Cécile fait une fausse couche et se retire au couvent.

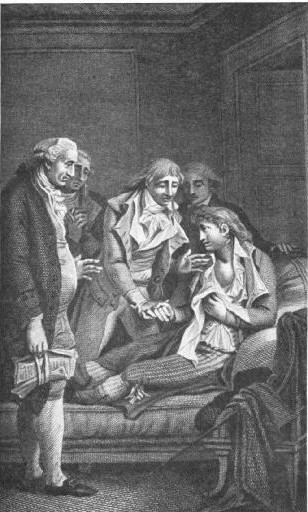
Illustration de la lettre CXLIII des Liaisons Dangereuses, 1796.

- Le chevalier Danceny

Noble mais peu fortuné, il fait partie de l'ordre des chevaliers de Malte. Il rencontre Cécile de Volanges grâce à la marquise de Merteuil, et en tombe passionnément amoureux. Devenu son maître de chant, il lui donne des cours de harpe toujours en présence de Mme de Merteuil, après lesquels il lui remet des lettres cachées dans les cordes de cet instrument, pour ne pas être découvert. Il entreprend une liaison épistolaire avec Cécile, tout de même rompue pendant un temps lorsque Mme de Volanges découvre leur liaison. Cette dernière reprendra son cours grâce à Valmont et Mme de Merteuil, qui avait secrètement dénoncé Cécile à sa mère. Lorsque Danceny apprend par la marquise que Valmont, qu'il considérait comme un ami, a abusé de Cécile et l'a trompé lui-même, il le provoque en duel. Valmont est grièvement blessé (par deux coups d'épée à travers le corps) et ramené chez lui, mais avant de mourir, il s'isole avec Danceny et lui remet tout un ensemble de lettres, dont sa correspondance avec la marquise, en lui demandant d'en faire ce qu'il estime juste. Danceny en rend publiques deux (lettres LXXXI et LXXXXV) et remet toutes les autres à Mme de Rosemonde, permettant à celle-ci de préserver la mémoire de son neveu. À sa demande, il lui remet aussi, un peu plus tard, toutes les lettres reçues de Cécile Volanges, qu'il lui est, désormais, impossible d'aimer.
Horrifié par la manipulation dont il a été victime, voulant échapper à « un monde dont, si jeune encore, (il a) déjà eu tant à (se) plaindre », il décide de se réfugier à Malte, maison-mère de son ordre, et d'y prononcer ses vœux religieux.

#### Les témoins abusés
- Madame de Rosemonde

La tante du vicomte de Valmont incarne les valeurs de l'Ancien régime, marquées par son caractère pieux, à la fois rigide et doux. C'est sous son propre toit que son neveu commet la perversion, notamment en séduisant la présidente de Tourvel, pour qui elle est une fidèle confidente, mais aussi en initiant Cécile Volanges au libertinage. Elle comprend bien tard que la présidente est en fait attirée par Valmont, après que celle-ci le lui aura révélé par écrit, elle tente de la ramener à la religion et à la fidélité. Néanmoins lorsque la présidente lui avoue son adultère, elle compatit à sa douleur, se servant de sa propre expérience pour comprendre la jeune femme (aurait-elle vécu une histoire similaire ?). Étant l'amie de Mme de Volanges, elle l'invite chez elle sans savoir que Valmont a l'intention de manipuler et après de « dépuceler » sa fille, un piège qui se refermera sur la famille Volanges et causera des attitudes de plus en plus libertines chez la jeune fille. Plus tard, alors que la présidente de Tourvel s'est enfermée au couvent, elle entretient une correspondance fournie avec Mme de Volanges pour s'assurer de l'état de son amie, qu'elle suivra jusqu'à sa mort. Après la mort de son neveu, elle joue un rôle clé en recueillant toutes les lettres des protagonistes de l'affaire, et s'assurera que ses amies soient protégées du scandale avant de retourner à sa vie dévote.
- Madame de Volanges

Mme de Volanges a, dès le début du roman, arrangé l'union de sa fille Cécile avec le comte de Gercourt. Elle entretient une relation amicale avec la marquise de Merteuil dont elle souhaite la présence lors du mariage de Cécile, ainsi qu’avec la présidente de Tourvel qu’elle met en garde contre le vicomte de Valmont, séducteur et libertin tout à fait nuisible. Plus tard, elle tentera de l'aider dans son désarroi à la suite de son abandon par le vicomte.
Quand elle apprend l’amour entre sa fille et Danceny par l'entremise de la marquise de Merteuil, elle s'oppose à leur relation et exige de Danceny qu’il lui rende les lettres de sa fille.
Face au malheur apparent de sa fille qu'elle impute à tort au chevalier alors qu'ils sont l'œuvre de la vengeance de Valmont, elle remet en question l'éducation qu'elle dispense à sa fille et cherche conseil auprès de la marquise, considérée comme la bienfaitrice des Volanges. Néanmoins, quand Mme de Merteuil est démasquée, elle tente de raccommoder les jeunes amants, ignorant tout ou presque des affaires exposées à travers le roman.

### Intentions politiques et morales

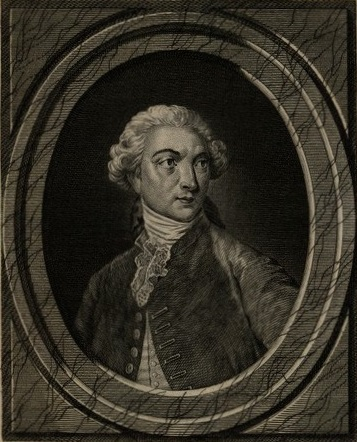
Gravure à l'effigie de Pierre Choderlos de Laclos par Antoine-Alexandre Morel.

Roger Vailland, présentant Laclos dans une perspective communiste, a cru voir dans Les Liaisons dangereuses une arme de guerre, qui préfigurerait la montée de la bourgeoisie, décidée à abattre la classe privilégiée de l'aristocratie. Or cette prétendue intention politique de Laclos n'a frappé aucun de ses contemporains. Seul Alexandre de Tilly, dans ses Mémoires publiés en 1828, longtemps après la Révolution, voit dans ce roman « un des flots révolutionnaires qui est tombé dans l'océan qui a submergé la cour. » En outre, on ne trouve dans le roman aucune opposition entre des roturiers vertueux et des aristocrates corrompus, ni aucune allusion politique ou revendication sociale, pas le moindre accent polémique contre le régime en place.

En réalité, le roman se situe sur un tout autre plan : il n'y a pas lieu de mettre en doute la sincérité d'intentions de Laclos inscrivant en épigraphe aux Liaisons, cette phrase empruntée à Julie ou la Nouvelle Héloïse : 

« J'ai vu les mœurs de mon temps et j'ai publié ces lettres. »

Son intention de moraliste est clairement affirmée dans la préface : 

« Il me semble que c'est rendre un service aux mœurs que de dévoiler les moyens qu'emploient ceux qui en ont de mauvaises pour corrompre ceux qui en ont de bonnes. »

Sous les corruptions d'un libertinage qui dissimule mal l'orgueil et l'ennui chez Valmont et Mme de Merteuil, Laclos a décelé « l'appel vers un amour au niveau du don et non du jeu, cette haine que la présence d'une femme pure allume au cœur des impures, et cette passion âpre et désespérée qu'elle réveille dans le libertin. » C'est dans cette poésie du désert de l'amour qu'éclate le talent incomparable de Laclos.

## Un roman à clefs?
Alors que Choderlos de Laclos est en garnison à Grenoble, il intègre dans son manuscrit certaines personnalités dauphinoises à son récit :
- Le vicomte de Valmont serait inspiré d'un parent de Laclos, le comte de Barral, un libertin patenté, exilé sur ses terres à la suite d'un scandale de mœurs. Paulin de Barral avait été élevé, dans sa jeunesse, par un précepteur, l'abbé de Valmont. La figure d'Alexandre de Beauharnais a également été rapportée comme modèle pour le vicomte de Valmont.
- Dans un hôtel de la rue du pont Saint-Jaime, la vertueuse présidente de Vaulx reçoit la bonne société : Laclos la transforme dans son récit en présidente de Tourvel.
- La marquise de Merteuil serait construite à partir de plusieurs personnalités, dont certaines connues par Laclos lors de son séjour à La Rochelle. Mais ce sont Louise-Françoise-Alexandrine Guérin de Tencin, marquise de La Tour-du-Pin-Montauban[13], habitante de Grenoble, et Christine-Marie-Félicité du Loys de Loinville, marquise de Montmaur[Note 2], de Voreppe, dont Laclos semble s'inspirer le plus.
- Le comte d'Agoult, seigneur de Voreppe, neveu de la marquise de Montmaur, convoite et obtient la main d'une jeune demoiselle, héritière du château voisin, Marguerite-Françoise de Blacons : ils seront transformés en comte de Gercourt et en Cécile de Volanges[16].

## Adaptations

### Au cinéma
- 1959 : Les Liaisons dangereuses 1960, film de Roger Vadim avec Jeanne Moreau (Mme de Merteuil), Gérard Philipe (Valmont), Annette Vadim (Mme de Tourvel), Jeanne Valérie (Cécile Volange) et Jean-Louis Trintignant (Danceny).
- 1976 : Une femme fidèle, film de Roger Vadim avec Jon Finch, Sylvia Kristel, Nathalie Delon.
- 1988 : Les Liaisons dangereuses (Dangerous Liaisons), film de Stephen Frears avec Glenn Close (Mme de Merteuil), John Malkovich (Valmont), Michelle Pfeiffer (Mme de Tourvel), Uma Thurman (Cécile Volanges) et Keanu Reeves (Danceny).
- 1989 : Valmont, film de Miloš Forman avec Colin Firth (Valmont), Annette Bening (Mme de Merteuil), Meg Tilly (Mme de Tourvel), Fairuza Balk (Cécile Volanges) et Henry Thomas (Danceny).
- 1999 : Sexe Intentions (Cruel Intentions), film de Roger Kumble, transposition modernisée à Manhattan, avec Ryan Phillippe (Sebastian Valmont), Sarah Michelle Gellar (Kathryn Merteuil), Reese Witherspoon (Annette Hargrove), Selma Blair (Cecile Caldwell) et Joshua Jackson (Blaine Tuttle).
- 2001 : Sexe Intentions 2 (Cruel Intentions 2), film de Roger Kumble, transposition modernisée à Manhattan se déroulant avant le premier volet, avec Robin Dunne (Sebastian Valmont), Amy Adams (Kathryn Merteuil), Sarah Thompson (Danielle Sherman) et Keri Lynn Pratt (Cherie Claymon).
- 2003 : Untold Scandal, film de Lee Jae-yong. Transposition dans un contexte historique sud-coréen, avec notamment Bae Yong-jun et Lee Mi-suk .
- 2004 : Sexe Intentions 3 (Cruel Intentions 3), film de Scott Ziehl, transposition modernisée à Santa Barbara, avec Kerr Smith (Jason Argyle) et Kristina Anapau (Cassidy Merteuil).
- 2012 : Dangerous Liaisons, film sino-coréen de Jin-ho Hur où l'intrigue du roman est transposée dans le Shanghai des années 1930, avec Zhang Ziyi, Dong-kun Jang et Cecilia Cheung.
- 2018 : Great Seducer, drame sud-coréen avec notamment les acteurs Woo Do-Hwan, Joy (idole du groupe sud-coréen Red Velvet), Kim Min-Jae, Mun Ga Yeong.
- 2022 : Les Liaisons Dangereuses, film de Rachel Suissa produit par Netflix, qui vient adapter le roman dans un lycée de Biarritz auprès d'adolescents, avec Paola Locatelli, Simon Rérolle et Ella Pellegrini.

### En littérature
- Manuel Puig, Boquitas pintadas (1969), Barcelona, Seix Barral, 1985, coll. « Biblioteca de Bolsillo »[17],[18]; édition française, Le Plus Beau tango du monde, Paris, Denoël, 1972, traduction de Laure Guille-Bataillon
- Laurent de Graeve, Le Mauvais Genre, Paris, Le Rocher, 2000[19]
- Sarah K., Connexions dangereuses, 2002
- Camille de Peretti, Nous sommes cruels, Paris, Le Livre de Poche, 2008
- Joanne Richoux, Les Collisions, Sarbacane, 2018

### À la télévision
- 1980 : Les Liaisons dangereuses, téléfilm réalisé par Charles Brabant, avec notamment Claude Degliame (Mme de Merteuil), Jean-Pierre Bouvier (Valmont) et Maïa Simon (Mme de Tourvel)
- 1989 : Les Liaisons dangereuses, sketch parodique des Nuls (Canal+)
- 1991 : Les Liaisons vachement dangereuses, sketch parodique des Inconnus (Antenne 2)
- 1998 : Perro amor, telenovela colombienne produite par Channel One avec Danna García, Julián Arango (en) et Isabella Santodomingo (en)
- 2003 : Les Liaisons dangereuses, feuilleton télévisé réalisé par Josée Dayan, avec notamment Catherine Deneuve (Mme de Merteuil), Rupert Everett (Valmont), Nastassja Kinski (Mme de Tourvel) Cyrille Thouvenin, (Hugo/Ludovic), Danielle Darrieux et Leelee Sobieski
- 2016 : Ligações Perigosas, feuilleton télévisé réalisé par Denise Saraceni et Vinícius Coimbra, avec notamment Patrícia Pillar (Isabel/« Mme de Merteuil »), Selton Mello (Valmont), Marjorie Estiano (Mariana/« Mme de Tourvel ») et Alice Wegmann (Cecília)[20]
- 2018 : The Great Seducer, série coréenne de 32 épisodes réalisée par Gang In et librement inspirée du roman, diffusée sur la chaîne coréenne MBC du 12 mars 2018 au 1er mai 2018, avec Woo DoHwan, Joy (Red Velvet), Kim MinJae et Moon GaYoung
- 2022 : Les Liaisons dangereuses, série américaine réalisée par Harriet Warner, en cours de diffusion sur Starz, avec Alice Englert, Nicholas Denton, Lesley Manville et Carice van Houten
- 2024 : Sexe Intentions, série américaine et version modernisée de l'histoire, issue de la franchise du même nom.

### Au théâtre
- 1834 : Les Liaisons dangereuses, drame d'Ancelot et Xavier
- 1985 : Les Liaisons dangereuses, de Christopher Hampton d'après Choderlos de Laclos, mise en scène Howard Davies, avec Alan Rickman (Valmont) et Lindsay Duncan (Merteuil)
- 1987 : Quartett, d'Heiner Müller, mise en scène de Bob Wilson
- 1988 : Les Liaisons dangereuses de Christopher Hampton d'après Choderlos de Laclos, adaptation de Jean-Claude Brisville, mise en scène Gérard Vergez, théâtre Édouard-VII , 1989 : théâtre des Célestins, avec Bernard Giraudeau (Valmont), Caroline Cellier (Merteuil), Catherine Frot (Tourvel), Coraly Zahonero (Cécile Volange)
- 2000 : Les Liaisons dangereuses de Choderlos de Laclos, adaptation de Didier Sandre, avec Ludmila Mikaël (Merteuil), Didier Sandre
- 2008 : Les Liaisons dangereuses, adaptation de Christopher Hampton, avec Ben Daniels (Valmont) et Laura Linney (Merteuil) au Roundabout Theatre Company (en) du 11 avril au 29 juin 2008
- [2010 : Les Liaisons dangereuses, adaptation de Régis Mardon et Pascal-E. Luneau, au théâtre de l'Essaïon
- 2011 : Les Liaisons dangereuses, adaptation de Christopher Hampton, mise en scène de Gérald Garutti, avec Rachael Stirling (Merteuil), Harry Lloyd (Danceny), Georgina Rich (Tourvel), Imogen Doel (Cécile), Raymond Clouthard (Valmont), Una Stubbs (Rosemonde), Clare Higgins (Madame de Volange), Tom Vaughan-Lawlor (Alezan), en anglais, Stratford-upon-Avon, Royal Shakespeare Company
- 2011 : Les Liaisons dangereuses, adaptation et mise en scène de Joël Côté, Compagnie Bob&Aglae, au théâtre de l'Opprimé, Paris
- 2012 :
  - Les Liaisons dangereuses, adaptation et mise en scène de John Malkovich, au théâtre de l'Atelier
  - Les Liaisons dangereuses, adaptation et mise en scène de Joël Côté, Compagnie Bob&Aglae, au théâtre Confluences, au théâtre de la Reine Blanche et au théâtre de Ménilmontant, Paris
  - Les Liaisons dangereuses, adaptation de Christopher Hampton et mise en scène par Jennifer Gagnon Thibault, avec Xavier Gagné (Valmont) et Geneviève Décarie (Merteuil), en collaboration avec la troupe de théâtre Les Treize, à l'Amphithéâtre Hydro-Québec de Québec ; une adaptation se déroulant au cœur des années 1950[21].
- 2015 : 
  - Les Liaisons dangereuses, adaptation et mise en scène de Christine Letailleur, avec Dominique Blanc (Merteuil) et Vincent Perez (Valmont)
  - Ne me touchez pas, d'Anne Théron, librement inspiré des Liaisons dangereuses
- 2016 : Les Liaisons dangereuses, adaptation et mise en scène de Christopher Hampton, Donmar Warehouse (Londres), du 11 décembre 2015 au 13 février 2016, avec Dominic West (Valmont), Janet McTeer (Merteuil), Elaine Cassidy (Tourvel), Morfydd Clark (Cécile), Edward Holcroft (Danceny), Una Stubbs (Mme de Rosemonde), Adjoa Andoh (Mme de Volanges).
- 2017 : Les Liaisons dangereuses, adaptation Antoine Gheerbrant et mise en scène par Judith Molet, par la compagnie Les Païens au Bouffon Théâtre, à Paris
- 2023 : Les liaisons dangereuses, adaptation et mise en scène de Arnaud Denis, du 5 septembre au 20 octobre au Théâtre Tête d'or (Lyon) ; avec Anne Bouvier (Merteuil), Arnaud Denis / Oscar Voisin (Valmont), Salomé Villiers (Tourvel), Mathilde Cerf (Cécile Volanges), Michèle André (Rosemonde), Pierre Devaux (Danceny) et Simon Gabillet (le valet).

### Adaptations musicales
- 1974 : Les Liaisons dangereuses, opéra épistolaire en deux actes de Claude Prey ; création à la Salle de l’Orangerie de Strasbourg le 5 février 1974, Aix les 17, 22, 25 juillet 1980 ; direction musicale Yves Prin, mis en scène Pierre Barrat avec Irène Jarsky (Merteuil), Peter Gottlieb (Valmont), Micaela Etcheverry (Tourvel), Jean-Pierre Chevalier (Danceny)
- 1991 : Les Liaisons Dangereuses, chanson de Frédéric Château sorti chez Orlando / Carrère (9031 75324-7)
- 1992 : Beyond My Control, chanson de Mylène Farmer qui sample la célèbre réplique de John Malkovich (Valmont dans l'adaptation cinématographique de Stephen Frears) quand il quitte Mme de Tourvel
- 2003 : Liaisons Tropicales, comédie musicale en deux actes de Alfredo Arias, Gonzalo Demaria et René de Ceccatty ; création à Buenos Aires
- 2015 : Cruel Intentions: The '90s Musical, une comédie musicale juke-box basée sur le film Sexe Intentions lancée en 2015 à Los Feliz avant de s'installer à New York en Off-Broadway en 2017.
- 2018 : Les Liaisons Dangereuses - la comédie musicale, écrite et composée par Kevin Meunier et Grégory Garell, présentée au théâtre Mogador au mois de Mai 2018

### Autres adaptations
- En 2010, une adaptation du roman en manga est parue aux éditions Soleil Manga en deux tomes et dont l'auteur est Chiho Saitô[22].